# 鈴木剛 (労働運動家)
鈴木 剛（すずき たけし、1968年 - ）は日本の労働運動家である。東京管理職ユニオン執行委員長。

## 経歴
東京都立神代高等学校を経て、早稲田大学社会科学部卒業。テレビ報道番組の制作会社を経て、協同労働の協同組合 ワーカーズコープの理事を勤めたのち、労働／生存組合運動の活動家となる。
かつてフリーター全般労働組合執行委員を勤めた。また東京管理職ユニオン書記次長、書記長を経て、現在、同労組執行委員長。全国コミュニティ・ユニオン連合会（JCUF・全国ユニオン）会長。
武建一をはじめ88人もの逮捕者を出した全日本建設運輸連帯労働組合（連帯ユニオン関西生コン）支部事件関東について関西でも常に批判の声をあげている。

## 著書
- 「社員切りに負けない！」（自由国民社／ISBN 978-4-426-10961-5）
- 「解雇最前線」（旬報社／ISBN 978-4-8451-1290-6)
- 「中高年社員があぶない」（小学館101新書／ISBN 978-4-09-825167-4)